# Щуко, Марина Владимировна
Марина Владимировна Щуко́ (1915—1979) — советская театральная актриса. Народная артистка РСФСР (1974). Почётный гражданин города Вологды (1972). Лауреат Государственной премии РСФСР им. К. С. Станиславского (1978).

## Биография
Марина Щуко родилась 11 (24) октября 1915 года в Петрограде в семье архитектора В. А. Щуко. Первую роль она сыграла на квартире А. Н. Толстого в домашнем спектакле «Бармалей», в котором взрослым партнёром малышей был К. И. Чуковский. Несколько раз маленькую актрису приглашали на детские роли в ЛАТД имени А.С. Пушкина.
В 1932 году Марина Щуко поступила в театральное училище при ленинградском Большом драматическом театре. После его окончания с 1936 по 1939 годы работала в Мурманском филиале БДТ. Затем в Ленинградском театре эстрады и миниатюр (1939 — 1940).
Великая Отечественная война застала актрису в Выборге, где она играла в местном театре (1940 — 1941). В составе концертной бригады выезжала в действующую армию. Вскоре Выборгский театр был эвакуирован на Урал, но Щуко из-за болезни сына осталась в Ленинграде, откуда в конце 1941 года была направлена в труппу городского драматического театра города Кизела, а в 1944 году — в областной драматический театр города Молотова (сейчас Пермь). И вновь Марина Щуко с концертной бригадой выезжала на фронт. С частями 1-го Украинского фронта прошла Польшу и часть Германии.
После войны актриса работала в областных драматических театрах Смоленска (1945 — 1948), Омска (1948 — 1953), Пензы (1953 — 1954).
С 1954 по 1979 годы актриса выступала на сцене Вологодского ОДТ.
С 1970 по 1978 годы Марина Щуко возглавляла Вологодское отделение ВТО, была членом президиума областного Комитета защиты мира, неоднократно избиралась депутатом областного и городского Советов народных депутатов.
Умерла 30 сентября 1979 года в Вологде. Похоронена на Пошехонском кладбище в Вологде.

## Роли в театре
- «Русские люди» К. М. Симонова — Валя
- «Нашествие» Л. М. Леонова — Аниська
- «Обрыв» И. А. Гончарова — Марфа Васильевна
- «Доходное место» А. Н. Островского — Полина
- «Волки и овцы» А. Н. Островского — Глафира
- «Мертвые души» Н. В. Гоголя — Настасья Петровна Коробочка
- «Вишневый сад» А. П. Чехова — Любовь Андреевна Раневская
- «Мещане» М. Горького — Акулина Ивановна
- «Молодая гвардия» А. А. Фадеева — Любовь Шевцова
- «Любовь Яровая» К. А. Тренева — Дунька
- «История одной любви» К. М. Симонова — Катя
- «Пигмалион» Б. Шоу — Элиза
- «Тартюф» Мольера — Дорина
- «Госпожа министерша» Б. Нушича — Живка
- «Сцены из районной жизни» В. И. Белова — Секлетинья
- «Над светлой водой» В. И. Белова — Трефена
- «Последний срок» В. Г. Распутина — Анна

## Награды и звания
- народная артистка РСФСР (1974)
- заслуженная артистка РСФСР (1961)
- Государственная премия РСФСР имени К. С. Станиславского (1978) — за исполнение роли старухи Анны в спектакле «Последний срок» по В. Г. Распутину
- орден «Знак Почета»
- медаль «За доблестный труд в Великой Отечественной войне 1941—1945 гг.»
- медаль «За победу над Германией в Великой Отечественной войне 1941—1945 гг.»

В 1972 году Щуко Марине Владимировне за большую работу по развитию городского хозяйства, коммунистическому  воспитанию трудящихся,  активное участие в общественной жизни и в связи с празднованием 825-летия города присвоено Звание Почетного гражданина города Вологды.

## Память

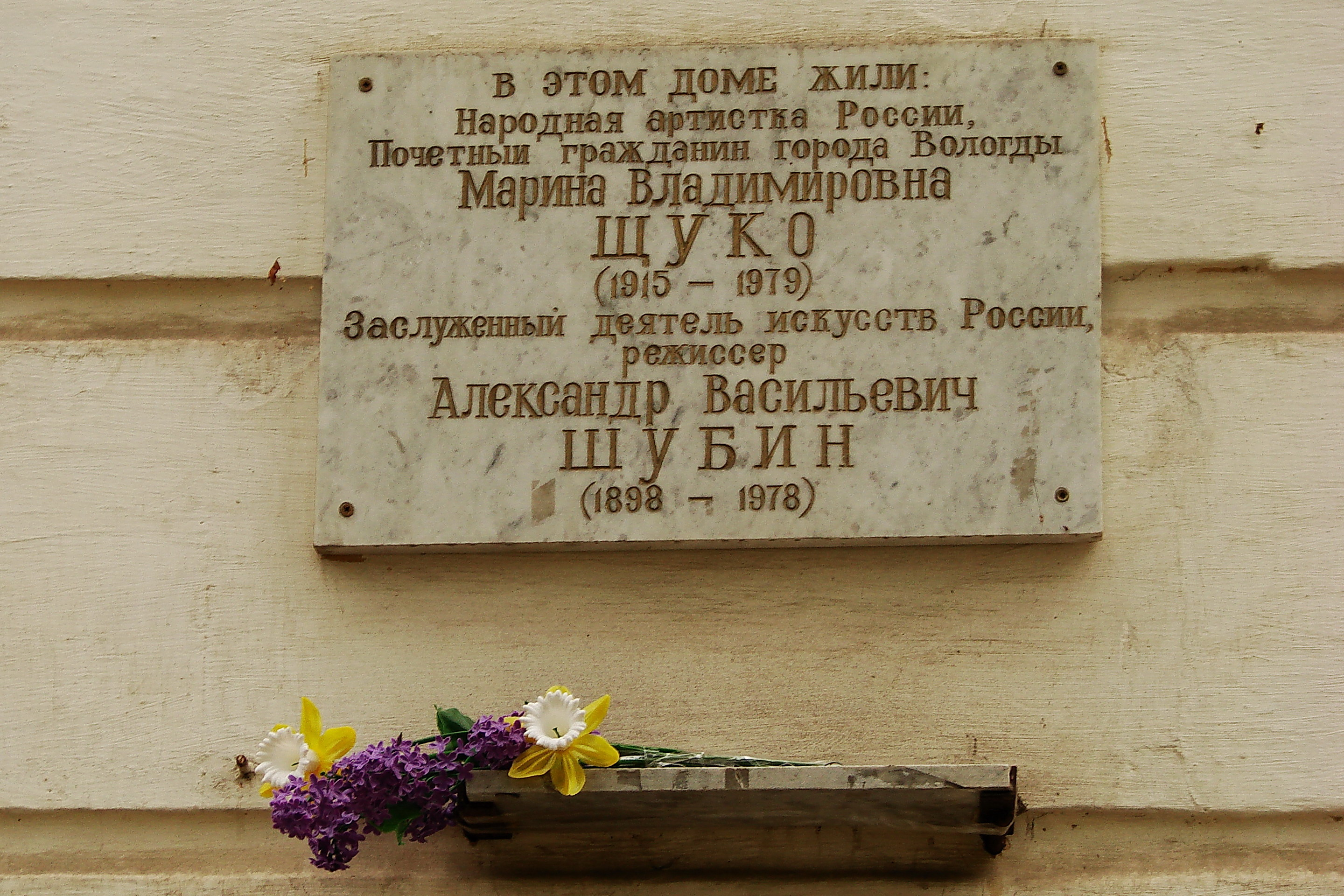

В Международный день театра, 27 марта 1988 года, на доме по Советскому проспекту, 24, в котором Марина Владимировна Щуко жила с момента переезда в Вологду, была установлена мемориальная доска.
В 1995 году правление Вологодского отделения СТД приняло решение о присвоении профессиональной премии имени народной артистки РСФСР М.В. Щуко «Лучшая женская роль года». Её вручение происходит ежегодно в Международный день театра.